# Kruhloluhivka, Bahmaci
Kruhloluhivka (în ucraineană Круглолугівка) este un sat în comuna Biloveji-Perși din raionul Bahmaci, regiunea Cernihiv, Ucraina.